# Léo Veloso
Léo Veloso, właśc. Leonardo Henrique Veloso (ur. 29 maja 1987 w Pedro Leopoldo, w stanie Minas Gerais) – brazylijski piłkarz, grający na pozycji obrońcy.

## Kariera klubowa
Jest wychowankiem klubu Atlético Mineiro. W styczniu 2008 wyjechał razem z żoną do Holandii, gdzie rozpoczął karierę piłkarską w klubie Willem II Tilburg. Na początku swojej kariery zagranicznej występował tylko w młodzieżowej drużynie, dopiero 30 sierpnia 2008 debiutował w barwach pierwszej drużynie. W lutym 2010 przeszedł do rumuńskiego CFR 1907 Cluj. 24 stycznia 2012 podpisał 3,5-letni kontrakt z Czornomorcem Odessa. Po zakończeniu sezonu 2012/13 opuścił odeski klub.

## Sukcesy i odznaczenia

### Sukcesy klubowe
- mistrz Rumunii: 2010
- zdobywca Pucharu Rumunii: 2010